# Cràter (historiador)
Cràter (en llatí Craterus, en grec antic Κρατερός "Kraterós") fou germà d'Antígon II Gònates i pare d'Alexandre, príncep de Corint. No es coneixen exactament els seus orígens, però sembla que era fill del diàdoc Cràter d'Orèstia i de Fila, filla d'Antípater.
Es va destacar com a diligent compilador de documents històrics relatius a l'Àtica, va confeccionar una col·lecció d'inscripcions àtiques que contenien decrets del poble (ψηφισμάτων συναγωγή), a partir de la qual sembla que va redactar una història diplomàtica d'Atenes, segons diu Plutarc. Aquesta obra és mencionada per Valeri Harpocració i Esteve de Bizanci, que fa referència al novè llibre. Llevat d'aquestes citacions la resta s'ha perdut.